# 施皮茨

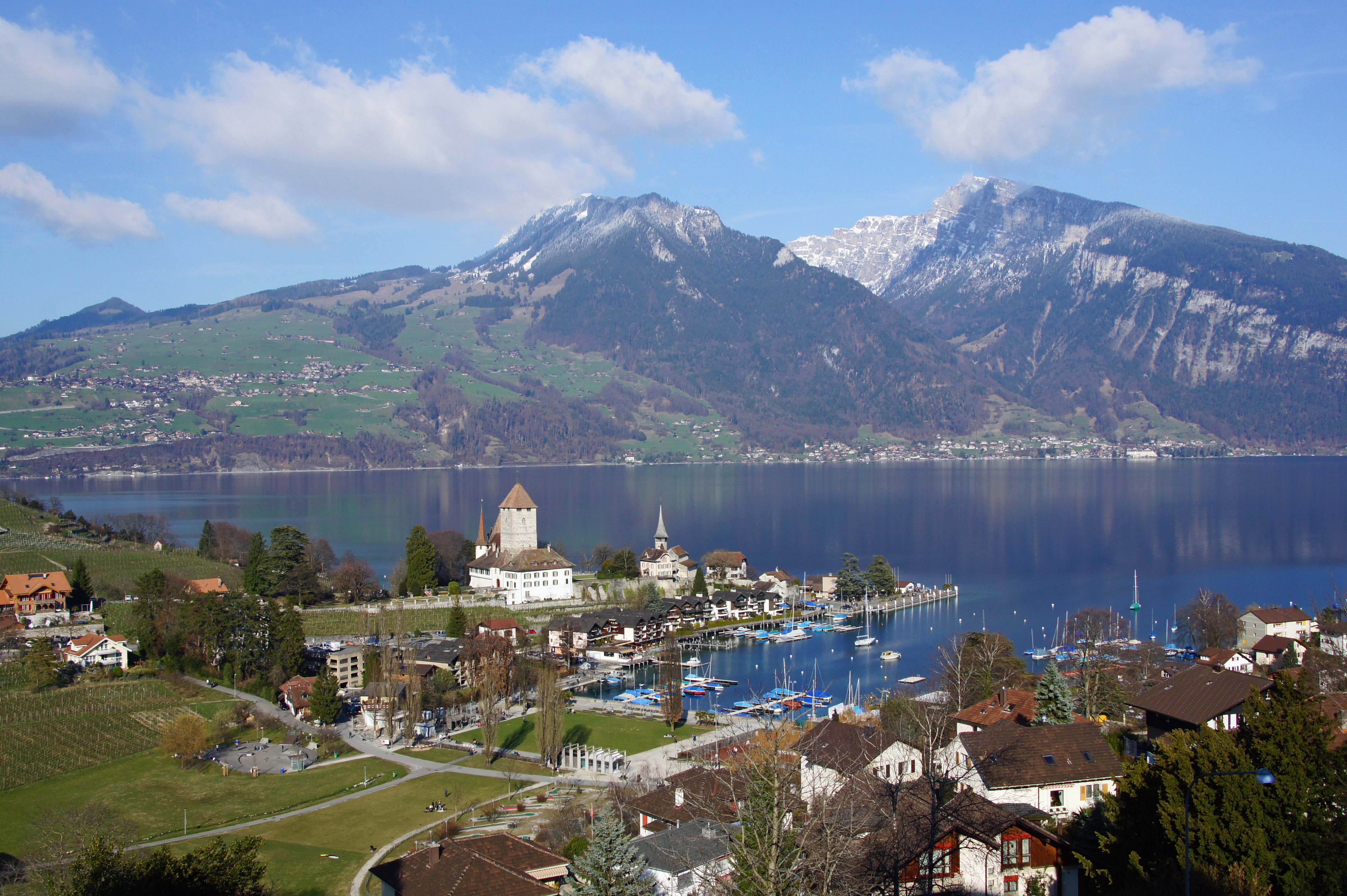

施皮茨（瑞士德语：Spiez）是瑞士的城鎮，位於該國中部圖恩湖南岸，由伯恩州負責管轄，面積16.69平方公里，海拔高度607米，是熱門的旅遊地點，2010年人口12,475。

## 外部連結
- Official web page of the municipality Spiez
- SPIEZ LABORATORY, the Swiss NBC-defence institute
- Spiez: Map and Photos （页面存档备份，存于）